# Parametrischer Oszillator
Ein parametrischer Oszillator ist ein schwingungsfähiges System, auch Oszillator genannt, mit zeitabhängigen Parametern, durch die Eigenfrequenz und Dämpfung verändert werden. Einem Oszillator kann auf diese Weise Energie zugeführt werden, um die Amplitude der Schwingung zu vergrößern. Die Methode der Energiezufuhr wird parametrische Anregung genannt, die Bewegung parametererregte oder auch rheolineare Schwingung. Ein Beispiel ist das Schwungholen bei einer Schaukel durch periodisches Heben und Senken des Schwerpunkts parallel zur Aufhängung.
Ein Merkmal einer rein parametrisch erzeugten Schwingung ist, dass sie, im Unterschied zu einer erzwungenen Schwingung, ohne eine anfängliche Auslenkung aus der Ruhelage nicht entstehen kann.
Technische Systeme mit zeitabhängigen Parametern finden sich beispielsweise im Turbomaschinen- und Hubschrauberbau.
Parametrische Oszillatoren werden in einer Reihe von technischen Systemen eingesetzt, besonders in der Elektrotechnik, beispielsweise beim Bau von rauscharmen Verstärkern. Weiter können sie zur Frequenzwandlung eingesetzt werden. Ein optisch parametrischer Oszillator kann beispielsweise eine eingestrahlte Laserwelle in zwei Strahlungen geringerer Frequenz umwandeln.

## Definition
Ein Oszillator mit rein parametrischer Anregung lässt sich durch folgende homogene lineare Differentialgleichung beschreiben:
{\displaystyle {\ddot {x}}+p_{1}(t){\dot {x}}+p_{2}(t)x=0}.
Die zeitabhängigen Funktionen {\displaystyle p_{1}} und {\displaystyle p_{2}} sind Parameter des Systems. Die Parameter haben die Eigenschaft, dass sie reell sind, nicht von dem Zustand des Oszillators abhängen und sich periodisch verändern. Es lässt sich zeigen, dass sich beide Parameter zu einer zeitabhängigen Anregungsfunktion zusammenfassen lassen. Eine solche Anregungsfunktion nennt man Pumpfunktion. Die Schaltung oder Mechanismus, der die Parameter verändert, heißt Pumpe.
Merkmal einer solchen Anregung ist, dass bei einem Oszillator, der mit einer Anfangsamplitude von Null startet, die Amplitude Null bleibt, denn für die Anfangsbedingungen {\displaystyle (x,{\dot {x}})=(0,0)} erhält man immer {\displaystyle {\ddot {x}}=0}. Da die Verstärkung jedoch schon bei winzigsten (unbeabsichtigten) Auslenkungen in Erscheinung tritt ist dieser Fall in der Praxis nicht zu beobachten.
Daher wird die parametrische Anregung manchmal durch eine Zwangserregung ergänzt, sodass die Differentialgleichung inhomogen wird. Man erhält also zusätzlich zu zeitabhängigen Parametern ein Störglied und somit eine kombinierte Zwangs- und Parametererregung.
{\displaystyle {\ddot {x}}+p_{1}(t){\dot {x}}+p_{2}(t){x}=p_{3}(t)}.
Von praktischem Interesse ist insbesondere der einfachste Resonanzfall, bei dem sich die Parameter mit doppelter Eigenfrequenz des Oszillators verändern. Hier schwingt der Oszillator phasenstarr entsprechend parametrischer Anregung und verzehrt dabei die dem System zugeführte Energie. Ohne einen Mechanismus, der dieses Anwachsen kompensiert, wächst die Amplitude der Oszillation exponentiell an. Ein eindrucksvolles Anwendungsbeispiel ist der weiter unten beschriebene „schwingende Weihrauchkessel“ in der Kathedrale von Santiago de Compostela, dem Ende des Jakobswegs in Nordspanien.
Bei Systemen mit mehreren Freiheitsgraden haben die Parameter Matrixform und die abhängigen Variablen werden in einem Vektor zusammengefasst.

## Geschichte
Die ersten Beobachtungen stammen von Michael Faraday, der im Jahr 1831 Oberflächenwellen in einem Weinglas beschrieben hat, das zum „Singen“ angeregt wurde. Er stellte fest, dass die Schwingungen des Weinglases von Kräften mit doppelter Frequenz erregt wurden. Im Jahr 1859 hat dann Franz Melde parametererregte Schwingungen in einer Saite erzeugt, indem er eine Stimmgabel verwendete, um die Spannung der Saite periodisch mit doppelter Resonanzfrequenz zu verändern. Eine Beschreibung von parametrischer Anregung als generelles Phänomen wurde erstmals von Rayleigh in den Jahren 1883 und 1887 verfasst.
George William Hill stieß 1877 auf eine spezielle DGL mit veränderlichen Parametern, als er Störungen ermittelte, die die Mondbahn durch den Einfluss der Sonne erfährt.
Einer der Ersten, der das Konzept auf elektrische Schaltungen anwendete, war George Francis FitzGerald, der 1892 versuchte, Schwingungen in LC-Gliedern anzuregen, indem er mit einem Dynamo als Pumpe die Induktivität des Schwingkreises veränderte.
Parametrische Verstärker wurden das erste Mal in den Jahren 1913 bis 1915 für eine radioübertragene Telefonverbindung von Berlin nach Wien und Moskau verwendet. Das Potential der Technologie für zukünftige Anwendungen wurde schon damals erkannt, beispielsweise von Ernst Alexanderson. Die ersten parametrischen Verstärker funktionierten durch Veränderung der Induktivität. Seitdem sind weitere Methoden, wie die Kapazitätsdiode, Klystronröhren, Josephson-Kontakte und optische Methoden entwickelt worden.

## Mathematische Beschreibung

### Zusammenfassung der Parameter zu einer Anregungsfunktion
Wir beginnen mit obenstehender Differentialgleichung:
{\displaystyle {\ddot {x}}+\beta (t){\dot {x}}+\omega (t)^{2}x=0}.
Um beide zeitabhängige Faktoren in der Differentialgleichung zu einer Pumpfunktion zusammenzufassen, lässt sich zunächst eine Variablentransformation durchführen, um den geschwindigkeitsabhängigen Term zu eliminieren. Wir setzen somit:
{\displaystyle x=q\,\exp \left(-0{,}5\int _{0}^{t}\beta (\tau )\mathrm {d} \tau \right)}.
Nach zweimaliger Ableitung und Einsetzen in die ursprüngliche Gleichung entsteht
{\displaystyle {\ddot {q}}+\Omega ^{2}q=0}
mit
{\displaystyle \Omega ^{2}=\omega ^{2}-{\frac {1}{2}}\,{\dot {\beta }}-{\frac {1}{4}}\beta ^{2}}.
Die obenstehende Differentialgleichung, bei der sich {\displaystyle \Omega } periodisch verändert, wird Hillsche Differentialgleichung genannt.
Die Anregung wird meist als Abweichung von einem zeitlichen Mittel aufgefasst
{\displaystyle \Omega ^{2}=\omega _{n}^{2}(1+f)},
wobei die Konstante {\displaystyle \omega _{n}} der gedämpften Schwingfrequenz des Oszillators entspricht, also
{\displaystyle \omega _{n}^{2}=\omega _{0}^{2}-\beta _{0}^{2}}.
Die zeitabhängige Funktion {\displaystyle f} wird Pumpfunktion genannt. Jede Art von parametrischer Anregung lässt sich also immer durch folgende Differentialgleichung beschreiben
{\displaystyle {\ddot {q}}+\omega _{n}^{2}(1+f(t))q=0}.

### Lösung für eine sinusförmige Anregung mit doppelter Frequenz
Wir betrachten die obenstehende Differentialgleichung
{\displaystyle {\ddot {q}}+\omega _{n}^{2}(1+f)q=0}.
Wir nehmen an, dass sich die Pumpfunktion {\displaystyle f} schreiben lässt als
{\displaystyle f(t)=f_{0}\cos(2\omega _{p}t)},
wobei die halbe Pumpfrequenz {\displaystyle \omega _{p}\approx \omega _{n}} ungefähr der Schwingfrequenz entspricht. Dieser Spezialfall der hillschen Differentialgleichung wird mathieusche Differentialgleichung genannt. Eine exakte Übereinstimmung der Frequenzen ist für die Lösung jedoch nicht notwendig, da sich die Schwingung dem Pumpsignal anpasst. Nach dem Satz von Floquet lässt sich die Lösung der Differentialgleichung schreiben als
{\displaystyle q=A\cos(\omega _{p}t)+B\sin(\omega _{p}t)}.
Die Amplituden {\displaystyle A} und {\displaystyle B} sind dabei zeitabhängig. Für eine parametrische Anregung gilt jedoch üblicherweise, dass sich die Amplituden langsamer verändern als die Sinus beziehungsweise Cosinusterme der Lösung. Anders ausgedrückt geschieht die Veränderung der Schwingungsamplitude langsamer als die Schwingung selbst. Setzt man diese Lösung in die Differentialgleichung ein und behält nur Terme erster Ordnung in {\displaystyle f_{0}\ll 1}, so erhält man zwei gekoppelte Gleichungen
{\displaystyle 2\omega _{p}{\dot {A}}={\frac {f_{0}}{2}}\omega _{n}^{2}A-\left(\omega _{p}^{2}-\omega _{n}^{2}\right)B}
{\displaystyle 2\omega _{p}{\dot {B}}=-{\frac {f_{0}}{2}}\omega _{n}^{2}B+\left(\omega _{p}^{2}-\omega _{n}^{2}\right)A}.
Um dieses Gleichungssystem zu entkoppeln, lässt sich eine weitere Variablentransformation durchführen
{\displaystyle A=r\cos \theta }
{\displaystyle B=r\sin \theta }
und erhält dadurch die Gleichungen
{\displaystyle {\dot {r}}=r(\alpha _{\text{max}}\cos 2\theta )}
{\displaystyle {\dot {\theta }}=-\alpha _{\text{max}}(\sin 2\theta -\sin 2\theta _{\text{eq}})}
mit den Konstanten
{\displaystyle \alpha _{\text{max}}={\frac {f_{0}\omega _{n}^{2}}{4\omega _{p}}}}
{\displaystyle \sin 2\theta _{\text{eq}}={\frac {2\epsilon }{f_{0}}}}
{\displaystyle \epsilon ={\frac {\omega _{p}^{2}-\omega _{n}^{2}}{\omega _{n}^{2}}}}.
Die Konstante {\displaystyle \epsilon } wird Verstimmung genannt. Die Differentialgleichung für {\displaystyle \theta } hängt dabei nicht von {\displaystyle r} ab. Mit einer linearen Näherung lässt sich zeigen, dass sich {\displaystyle \theta } exponentiell dem Gleichgewichtspunkt {\displaystyle \theta _{\text{eq}}} annähert. Anders ausgedrückt, der parametrische Oszillator koppelt sich phasenstarr an das Pumpsignal. Setzt man {\displaystyle \theta (t)=\theta _{\text{eq}}}, womit man annimmt, dass sich die Kopplung eingestellt hat, wird die Differentialgleichung für die Amplitude zu
{\displaystyle {\dot {r}}=\alpha r}
{\displaystyle \alpha =\alpha _{\text{max}}\cos(2\theta _{\text{eq}})=\alpha _{\text{max}}{\sqrt {1-\left({\frac {2\epsilon }{f_{0}}}\right)^{2}}}}.
Die Lösung dieser Gleichung ist eine exponentielle Funktion. Damit die Amplitude von {\displaystyle q} exponentiell anwächst muss demnach gelten
{\displaystyle \omega _{n}{\sqrt {1-\left({\frac {f_{0}}{2}}\right)}}<\omega _{p}<\omega _{n}{\sqrt {1+\left({\frac {f_{0}}{2}}\right)}}}.
Das größte Wachstum der Amplitude erhält man für den Fall {\displaystyle \omega _{p}=\omega _{n}}. Die entsprechende Schwingung der untransformierten Variable {\displaystyle x} muss jedoch nicht anwachsen. Ihre Amplitude {\displaystyle R} ist durch folgende Gleichung gegeben:
{\displaystyle R(t)=r_{0}\exp \left(\alpha t-{\frac {1}{2}}\int ^{t}\mathrm {d} \tau \ \beta (\tau )\right)}.
Man sieht, das ihr Verhalten abhängig davon ist, ob {\displaystyle \alpha t} größer, kleiner beziehungsweise gleich dem Zeitintegral des geschwindigkeitsabhängigen Parameters ist.

### Veranschaulichung mit Fourierkomponenten
Da die obenstehende mathematische Herleitung kompliziert und trickreich wirken kann, ist es vielfach hilfreich eine anschaulichere Herleitung zu betrachten. Dazu schreiben wir die Differentialgleichung in der Form
{\displaystyle {\ddot {q}}+\omega _{n}^{2}q=-\omega _{n}^{2}f(t)q}.
Wir nehmen an, dass die Pumpfunktion eine sinusförmige Funktion doppelter Frequenz ist, sowie dass die Schwingung bereits eine entsprechende Form besitzt, also
{\displaystyle f(t)=f_{0}\sin 2\omega _{p}t}
{\displaystyle q(t)=A\cos \omega _{p}t}.
Für das Produkt der beiden sinusförmigen Funktionen lässt sich eine trigonometrische Identität benutzen, sodass man zwei Pumpsignale erhält.
{\displaystyle f(t)q(t)={\frac {f_{0}}{2}}A\left(\sin \omega _{p}t+\sin 3\omega _{p}t\right)}.
Im Fourierraum ist die Multiplikation eine Überlagerung der Fouriertransformierten {\displaystyle {\tilde {F}}(\omega )} und {\displaystyle {\tilde {Q}}(\omega )}. Die positive Verstärkung kommt daher, dass die Komponente {\displaystyle +2\omega _{p}} von {\displaystyle f} und die Komponente {\displaystyle -\omega _{p}} von {\displaystyle q} zu einem Anregungssignal mit {\displaystyle +\omega _{p}} werden und analog mit entgegengesetztem Vorzeichen. Dies erklärt, warum die Pumpfrequenz in der Umgebung von {\displaystyle 2\omega _{n}}, der doppelten Resonanzfrequenz des Oszillators liegen muss. Eine Pumpfrequenz, die sich stark unterscheidet, würde nicht koppeln, also nicht in einer positiven Rückkopplung zwischen den Komponenten {\displaystyle -\omega _{p}} und {\displaystyle +\omega _{p}} resultieren.

## Stabilität und Resonanz

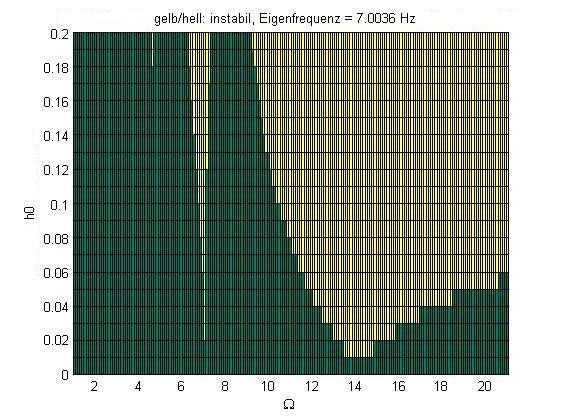
Beispielhafte Stabilitätskarte eines Rüttelpendels (numerische Lösung)

Den Fall, bei dem die Änderung der Parameter die Amplitude der Schwingung vergrößert, bezeichnet man als parametrische Resonanz. Für Anwendungen ist es häufig interessant, ob eine Schwingung stabil ist. In dem betrachteten Fall eines harmonischen Oszillators bedeutet stabil, dass die Energie und damit die Schwingungsamplitude nicht gegen unendlich divergiert. Stabile Schwingungen sind demnach gebunden, instabile ungebunden. Die Stabilität eines Systems lässt sich in einer Stabilitätskarte veranschaulichen (siehe beispielhafte Darstellung rechts).
Im Folgenden werden zwei Methoden zur Stabilitätsuntersuchung erläutert.

### Stabilitätsuntersuchung nach Hill
Ausgangspunkt ist eine Ansatzfunktion der Form
{\displaystyle \psi =e^{\lambda t}z(t)},
wobei der erste Faktor einen Eigenwert beinhaltet der die Stabilität kennzeichnet (s. u.) und der zweite Faktor periodisch mit der Parameterfrequenz ist. Als komplexe Fourierreihe hat er die folgende Gestalt
{\displaystyle z(t)=\sum _{n=-\infty }^{\infty }c_{n}e^{\mathrm {i} n\Omega t};\quad n=\dots ,-2,-1,0,1,2,\dots }
Die (periodischen) Systemmatrizen werden ebenfalls in einer Fourierreihe entwickelt. Das Prinzip der harmonischen Balance führt auf ein Eigenwertproblem mit Matrizen der Größe [K(2N+1) × K(2N+1)] (K = Freiheitsgrade, N = Zahl der Fourierglieder) mit den für die Stabilitätsbetrachtung interessierenden Eigenwerten {\displaystyle \lambda =\alpha +\mathrm {i} \omega } (die Anzahl der Eigenwerte entsprechend den Matrizengrößen).
{\displaystyle \det \left[\lambda ^{2}+\lambda \cdot {\overline {p_{1}}}+{\overline {p_{2}}}\right]=0}.
Die Größe des Realteils des Eigenwerts entscheidet dabei über die Stabilität.

### Stabilitätsuntersuchung nach Floquet
Eine weitere Möglichkeit zur Bestimmung der Stabilitätsgrenzen ist die Stabilitätsuntersuchung nach Floquet. Dabei wird die DGL bei 2K gegebenen linear unabhängigen reellen Anfangsbedingungen (K = Freiheitsgrade) numerisch, in einfachen Fällen auch analytisch über eine Parameterperiode integriert und aus den gewonnenen Werten eine 2K×2K-Übertragungsmatrix {\displaystyle \Phi } generiert, deren im Normalfall konjugiert komplexe Eigenwerte Stabilität oder Instabilität kennzeichnen (sog. floquetsches Eigenwertproblem).
In der dargestellten Stabilitätskarte rechts wird das Floquet-Verfahren auf die DGL des sehr schwach gedämpften Rüttelpendels bzw. die mathieusche DGL angewandt. Auf den Grenzlinien zwischen stabilem (hier grün dargestellt) und instabilem Bereich (hier gelb dargestellt) liegen periodische Lösungen vor. Im Stabilitätsbereich strebt das Pendel wieder in die Nullstellung zurück (bei vorhandener Reibung; ohne Reibung werden kleine, gleichbleibende Schwingungen abhängig vom Anfangsimpuls ausgeführt).
Man erkennt für diese DGL ferner, dass bei fehlender Dämpfung für die Stabilitätsbetrachtung neben der Erregung mit doppelter und einfacher Eigenfrequenz auch die Erregung mit 2/3 (hier nicht mehr zu erkennen 2/4, 2/5 usw.) der Eigenfrequenz noch eine gewisse mathematische Bedeutung hat.

## Parametrische Verstärker

### Anwendungen
Parametrische Oszillatoren als rauscharme Verstärker (englisch Low Noise Amplifier), kommen besonders im Radio- und Mikrowellenbereich vor. Ein Schwingkreis mit Kapazitätsdiode wird angeregt, indem ihre Kapazität periodisch verändert wird. YAG-Wellenleiter in der Mikrowellentechnik arbeiten nach dem gleichen Prinzip.
Vorteile des Einsatzes parametrischer Verstärker sind
- ihre hohe Sensitivität
- ihr geringes thermisches Rauschen, weil eine Reaktanz (und kein Widerstand) verändert wird

### Funktionsprinzip
Ein parametrischer Verstärker wird als Frequenzmischer betrieben. Die Verstärkung dieser Signalmischung zeigt sich im Verstärkungsfaktor des Ausgangs. Das schwache Eingangssignal wird mit dem starken Oszillatorsignal gemischt und das resultierende Signal wird in den nachfolgenden Empfängerstufen verwendet.
Parametrische Verstärker funktionieren ebenfalls durch Veränderung der Schwingungsparameter. Es lässt sich intuitiv für einen Verstärker mit variabler Kapazität wie mittels folgenden Relationen verstehen. Die Ladung des Kondensators ist
{\displaystyle Q=C\cdot V}
und daher die am Kondensator anliegende Spannung
{\displaystyle V={\frac {Q}{C}}}.
Wenn ein Kondensator aufgeladen wird, bis die Spannung jener des schwachen Eingangssignals entspricht, und dann die Kapazität des Kondensators reduziert wird, beispielsweise indem die Platten eines Plattenkondensators weiter voneinander entfernt werden, so erhöht sich die anliegende Spannung und somit das schwache Signal verstärkt. Wenn der Kondensator eine Kapazitätsdiode ist, so kann das Bewegen der Platten, also eine Änderung der Kapazität durch einfaches Anlegen einer zeitabhängigen Spannung geschehen. Diese antreibende Spannung wird auch Pumpspannung genannt.
Das resultierende Ausgangssignal enthält unterschiedliche Frequenzen, die der Summe und Differenz von Eingangssignal {\displaystyle f_{1}} und Ausgangssignal {\displaystyle f_{2}} entsprechen, also {\displaystyle f_{1}+f_{2}} und {\displaystyle f_{1}-f_{2}}.
Praktisch braucht ein parametrischer Oszillator also die folgenden Anschlüsse:
- Masseanschluss,
- Pumpspannung,
- Ausgang und
- teilweise einen Vierten zur Einstellung der Parameter.

Ein parametrischer Verstärker braucht zusätzlich einen Eingang für das zu verstärkende Signal. Da eine Kapazitätsdiode nur zwei Anschlüsse besitzt, kann sie nur im Zusammenspiel mit einem LC-Netzwerk verwendet werden. Dies kann als Transimpedanzverstärker, als Wanderfeldröhrenverstärker oder mit Hilfe eines Zirkulators realisiert werden.

## „Aufschaukeln“: Der schwingende Weihrauchkessel
Ein elementares Beispiel: Der von der Kirchendecke herabhängende „schwingende Weihrauchkessel“ der Kathedrale von Santiago de Compostela wird von einem Team von sog. „Botafumeiros“ zu parametrischer Resonanz „aufgeschaukelt“, wobei das Prinzip der „doppelten Frequenz“ ausgenutzt wird: Immer beim Nulldurchgang wird die Pendellänge des Kessels „durch Hochziehen“ systematisch verkürzt.